# Atletismo nos Jogos Pan-Americanos de 1979 - 400 m com barreiras masculino
A prova dos 400 m com barreiras masculino nos Jogos Pan-Americanos de 1979 foi realizada em San Juan, Porto Rico.

## Medalhistas
| Ouro                            | Prata                       | Bronze                 |
| James Walker USA Estados Unidos | Antônio Ferreira BRA Brasil | Frank Montiéh CUB Cuba |

## Resultados
| Posição           | Nome             | Nacionalidade      | Tempo | Notas |
| ----------------- | ---------------- | ------------------ | ----- | ----- |
| Medalha de ouro   | James Walker     | USA Estados Unidos | 49.66 |       |
| Medalha de prata  | Antônio Ferreira | BRA Brasil         | 50.85 |       |
| Medalha de bronze | Frank Montiéh    | CUB Cuba           | 51.30 |       |
| 4                 | Julio Ferrer     | PUR Porto Rico     | 51.48 |       |
| 5                 | Ian Newhouse     | CAN Canadá         | 51.58 |       |
| 6                 | Donizete Soares  | BRA Brasil         | 51.72 |       |
| 7                 | Carlos Yambot    | PUR Porto Rico     | 51.76 |       |
| 8                 | Luis Misigñak    | CUB Cuba           | 53.08 |       |